# Stevie Klasson
Stevie Klasson, född 28 juli 1968 i Södertälje, är en svensk gitarrist, sångare och låtskrivare. Han är numera soloartist med ett eget album, Don't Shoot The Messenger, utgivet 2007 på Wild Kingdom Records. Karriären började som gitarrist i Johnny Thunders kompband på 1980-talet. Klasson har också spelat med banden Linus & The Losers och Diamond Dogs samt Hanoi Rocks där han medverkade på albumet Another Hostile Takeover. Klasson lämnade bandet innan skivan kom ut och ersattes av Conny Bloom.
Stevie Klasson har även spelat ihop med artister som Patti Palladin, Robert Dahlqvist samt Glen Matlock från Sex Pistols. Dessa medverkar även på Klassons soloalbum. I hans turnéband ingår bland annat före detta Hellacopters-medlemmarna Anders Lindström och Robert Eriksson.
I februari 2005 fick han dottern Dixie Klasson (numera Dixie Klasson Liebon) med flickvännen Sofia. 